# Mary Anne Atwood
Pour les articles homonymes, voir Atwood.
Marie Anne Atwood (née South en 1817 - 1910) est une femme de lettres britannique connue pour ses écrits sur l'hermétisme et les aspects spirituels de l'alchimie.
Elle est née à Dieppe, en France, mais elle grandit à Gosport, Hampshire. Son père, Thomas South, est un chercheur dans l'histoire de la spiritualité, et elle participe et collabore avec son père dès sa jeunesse. Mary Anne South épouse le Révérend Anglican Alban Thomas Atwood en 1859, et s'installe dans sa paroisse près de Thirsk dans le Yorkshire du Nord, où elle passe le reste de sa vie. Elle continue de correspondre en privé avec plusieurs théosophes influents, jusqu'à sa mort en 1910. Ses dernières paroles sont « je ne peux pas trouver mon centre de gravité ».
Elle est enterrée à Leake Church, dans le Yorkshire.

## Travaux
La première publications de Mary-Anne South, Les débuts du Magnétisme dans son plus haut rapport à l'humanité (Early Magnetism in its higher relations to humanity, 1846) a été publiée sous le pseudonyme de Θυος Μαθος (grec "thuos mathos"), une anagramme de Thomas South,.
Elle écrit Une Enquête suggestive les mystères de l'Hermétisme (A Suggestive Inquiry into the Hermetic Mystery, 1850) à la demande de son père, et en parallèle avec sa composition d'un long poème sur le même sujet. Thomas South paie la publication anonyme du livre en 1850 sans l'avoir lu, confiant dans le discernement de sa fille. Le lisant après la publication, il a néanmoins estimé que Mary Anne South avait révélé de nombreux secrets hermétiques qu'il aurait mieux valu garder privés. Il a alors acheté le stock restant et, avec sa fille, l'a brûlé, ainsi que le manuscrit inachevé de son poème. Seuls quelques exemplaires du livre ont survécu.
Mme Atwood n'a rien publié après Une Enquête suggestive. Walter Leslie Wilmshurst, dans son introduction de 1918 à la réédition de ce livre, déplore que les réflexions de ses dernières années n'aient pas abouti sur une autre œuvre. Il affirme, cependant, qu'il y a encore beaucoup à trouver dans ses écrits privés, dont il était alors en possession. Ils n'ont pas encore été publiés. Les collections spéciales de l'archive de l'Université Brown de la bibliothèque détiennent actuellement environ 700 des lettres de Mme Atwood.

## Influence
Une Enquête suggestive est réédité en 1918 sous le nom d'épouse de Marie-Anne Atwood, avec une annexe contenant des souvenirs et réflexions personnelles collectées, et avec une introduction biographique et philosophique par Walter Leslie Wilmshurst. Principe et Newman (2001) considèrent que Une Enquête suggestive est l'un des trois livres qui ont marqué le début de l'influence de l'interprétation spirituelle de l'alchimie dans l'Europe moderne.

## Dans la culture populaire
L'écrivaine Lindsay Clarke utilise l'histoire de Thomas South et de Mary Anne Atwood comme base pour son roman The Chymical Wedding (1989).
Le livre Une Enquête suggestive... est lu par Pink dans la musique de la vidéo pour le single U + Ur Hand.